# El diablo andaba en los choclos
El diablo andaba en los choclos es una película argentina en blanco y negro dirigida por Manuel Romero según el guion de Pedro E. Pico e Ivo Pelay sobre la obra teatral de Orlando Aldama que se estrenó el 17 de mayo de 1946 y que tuvo como protagonistas a Luis Sandrini, Silvana Roth, Alita Román y Eduardo Sandrini.

## Sinopsis
Un provinciano inocentón se enamora de una mujer rica que primero se burla, pero después termina enamorándose.

## Reparto
- Luis Sandrini ... Filoteo "Filo" Tortosa
- Silvana Roth ... Puri
- Alita Román ...secretaria
- Eduardo Sandrini ... Pirro
- Mabel Urriola ... María Luisa
- Rufino Córdoba
- Adrián Cúneo ... Lucho
- María Esther Buschiazzo ... madre de Filoteo
- Irma Lagos
- Max Citelli
- Vicente Forastieri
- Helena Ruiz
- Rosita Leporace
- Iris Portillo ... Juanita

## Comentarios
Calki opinó: “Luis Sandrini, de nuevo héroe…el excelente cómico encuentra un personaje con alma y le saca partido” y en la crónica de La Razón se indicó:

”Luis Sandrini reedita con singular acierto su interpretación de la pieza teatral, revelando una vez más sus notorias condiciones para el cinematógrafo."